# Nekrolog 1603
Nekrolog
◄◄
| ◄
| 1599
| 1600
| 1601
| 1602
| 1603 | 1604 | 1605 | 1606 | 1607 | ► | ►►
Weitere Ereignisse | Allgemeiner Nekrolog 1603
Die Beschreibung der verstorbenen Person sollte so kurz wie möglich gehalten sein und nur deren signifikante Tätigkeit(en) enthalten.
Neue Namen ggf. auch unter dem Geburts- und Sterbedatum, also etwa unter 1. Januar und im Geburts- und Sterbejahr (2024) eintragen (nur bei entsprechender großer Wichtigkeit). Für Beispiele siehe die schon vorhandenen Artikel.
Außerdem über die fünf zuletzt Verstorbenen, zu denen es einen ausreichend guten Artikel für eine Präsentation auf der Hauptseite gibt, nach der todesbedingten Überarbeitung der Artikel ggf. auch unter Wikipedia Diskussion:Hauptseite informieren und sie am besten auch in den anderen Wikipedia-Sprachversionen eintragen. Tipp: Regelmäßig bei news.google.de nach „ist tot“, „gestorben“ oder „verstorben“ suchen.
Wenn eine Person gestorben ist, gibt es viele Seiten zu dieser Person in der Wikipedia, die davon auch betroffen sind und entsprechend aktualisiert werden müssen. Beispiele: Namenübersichtsseite, Geburtsjahr, Geburtsort-Seiten und viele mehr.
Wie finde ich die betroffenen Seiten?
Im Suchfeld auf der linken Seite gibt man den Suchbegriff so ein: „Vorname Nachname“. Dann klickt man auf Volltext und alle Seiten mit entsprechendem Suchtext werden aufgerufen. Hier sieht man dann schnell, wo auch das Todesjahr Sinn macht oder sogar ein Teil des Artikels angepasst werden muss. Auch hilft das „Werkzeug“ auf der linken Seite sehr gut, um solche Seiten aufzufinden: „Links auf diese Seite“. Somit ist die Wikipedia wieder aktuell in allen Bereichen! Hinweis: bei Eintragung der Kategorie „Gestorben JAHR“ wird der Missbrauchsfilter 49 ausgelöst, was jedoch nicht schlimm ist. Siehe: Spezial:Missbrauchsfilter/49
Dies ist eine Liste von im Jahr 1603 verstorbenen bekannten Persönlichkeiten. Die Einträge erfolgen innerhalb der einzelnen Daten alphabetisch sortiert. Tiere sind im Nekrolog für Tiere zu finden.

## Januar
| Tag    | Name           | Beruf, bekannt als            | Alter | Beleg |
| ------ | -------------- | ----------------------------- | ----- | ----- |
| Januar | Hendrick Aerts | flämischer Maler und Zeichner |       |       |

## Februar
| Tag         | Name                        | Beruf, bekannt als                                                            | Alter | Beleg |
| ----------- | --------------------------- | ----------------------------------------------------------------------------- | ----- | ----- |
| 7. Februar  | Bartholomäus Sastrow        | deutscher Schriftsteller                                                      | 82    |       |
| 7. Februar  | Hermann Wilken              | deutscher Humanist und Mathematiker                                           |       |       |
| 14. Februar | Alfonso Gesualdo            | Kardinal der katholischen Kirche                                              | 62    |       |
| 23. Februar | Andrea Cesalpino            | italienischer Philosoph, Botaniker und Physiologe                             | 83    |       |
| 26. Februar | Hans Pleikard von Gemmingen | Grundherr in Steinegg                                                         |       |       |
| 26. Februar | Maria von Spanien           | Infantin von Spanien und durch Heirat Kaiserin des Heiligen Römischen Reiches | 74    |       |

## März
| Tag      | Name                            | Beruf, bekannt als                              | Alter | Beleg |
| -------- | ------------------------------- | ----------------------------------------------- | ----- | ----- |
| 1. März  | Hartmann Pistoris               | deutscher Rechtswissenschaftler                 | 60    |       |
| 5. März  | Philipp Orth                    | Bürgermeister Heilbronns                        | 68    |       |
| 11. März | Paul Heß                        | deutscher Mediziner                             | 66    |       |
| 14. März | Ulrich                          | Herzog zu Mecklenburg                           | 76    |       |
| 15. März | Laurens Adsen                   | deutscher Pastor und Chronist                   |       |       |
| 17. März | Andreas Schato                  | deutscher Mathematiker, Physiker und Mediziner  | 63    |       |
| 22. März | Robert Seton, 1. Earl of Winton | schottischer Peer                               |       |       |
| 24. März | Elisabeth I.                    | englische Königin aus der Tudor-Dynastie        | 69    |       |
| 30. März | Heinrich von Reuschenberg       | Landkomtur der Deutschordensballei Alden Biesen |       |       |

## April
| Tag       | Name                       | Beruf, bekannt als                                                                               | Alter | Beleg |
| --------- | -------------------------- | ------------------------------------------------------------------------------------------------ | ----- | ----- |
| 4. April  | Ägidius Hunnius der Ältere | lutherischer Theologe, Propst und Generalsuperintendent des sächsischen Kurkreises in Wittenberg | 52    |       |
| 8. April  | Valentinus Otho            | deutscher Mathematiker                                                                           |       |       |
| 11. April | Christoph Lersner          | deutscher Rechtswissenschaftler und Verwaltungsjurist                                            | 82    |       |
| 19. April | Michael Bapst              | deutscher lutherischer Pfarrer; medizinischer Volksschriftsteller                                | 62    |       |
| 25. April | Gregor von Valencia        | Jesuit und Theologe                                                                              | 54    |       |
| 28. April | Güzlav von Rotermund       | deutscher Amtshauptmann und Fürstlicher Rat im Herzogtum Pommern                                 |       |       |

## Mai
| Tag        | Name               | Beruf, bekannt als | Alter | Beleg |
| ---------- | ------------------ | --- | ----- | ----- |
| 4. Mai     | Juraj IV. Zrinski  | kroatischer Adliger; Schatzmeister des kroatisch-ungarischen Königreichs und Gespan der Gespanschaft Zala              | 54    |       |
| 5. Mai     | Georg Friedrich I. | Markgraf von Brandenburg-Ansbach und Brandenburg-Kulmbach sowie Kurator und Herzog im Herzogtum Preußen und Jägerndorf | 64    |       |
| 5. Mai     | Stephan Praetorius | evangelischer Theologe                                                                                                 | 67    |       |
| 13. Mai    | Christian Sgrothen | Kartograf |       |       |
| 14. Mai    | Magnus II.         | Herzog von Sachsen-Lauenburg (1581–1588)                                                                               |       |       |
| 24. Mai    | Daniel Mögling     | deutscher Mediziner sowie Hochschullehrer                                                                              |       |       |
| Anfang Mai | Johannes Mellinger | deutscher Kartograph und Arzt                                                                                          |       |       |

## Juni
| Tag      | Name                              | Beruf, bekannt als                                                                  | Alter | Beleg |
| -------- | --------------------------------- | ----------------------------------------------------------------------------------- | ----- | ----- |
| 1. Juni  | Hendrick van Steenwyck der Ältere | niederländischer Maler                                                              |       |       |
| 5. Juni  | Hermann von Lynden                | Edelmann und Soldat im Dienste des Fürstbischofs von Lüttich                        |       |       |
| 8. Juni  | Stanisław Karnkowski              | polnischer Geistlicher, Bischof und Primas von Polen                                | 83    |       |
| 14. Juni | Girolamo Rusticucci               | italienischer Geistlicher, Bischof von Sinigaglia und Kardinal der Römischen Kirche | 66    |       |
| 18. Juni | Philipp Matthäus                  | deutscher Rechtswissenschaftler                                                     | 48    |       |
| 21. Juni | Giacomo Antonio Cortusi           | italienischer Botaniker                                                             |       |       |
| 25. Juni | Hermann Blomenberch               | deutscher Sekretär des Hansekontors in Bergen                                       |       |       |

## Juli
| Tag      | Name                  | Beruf, bekannt als                                                                                 | Alter | Beleg |
| -------- | --------------------- | -------------------------------------------------------------------------------------------------- | ----- | ----- |
| 4. Juli  | Heinrich VII.         | Graf von Ortenburg                                                                                 | 46    |       |
| 4. Juli  | Philippe de Monte     | franco-flämischer Komponist                                                                        |       |       |
| 11. Juli | Johann Albrecht       | Bürgermeister Heilbronns                                                                           |       |       |
| 17. Juli | Moses Székely         | unitarischer Fürst in Siebenbürgen                                                                 |       |       |
| 22. Juli | Łukasz Górnicki       | polnischer Humanist, Schriftsteller, Sekretär und Kanzler von König Sigismund II. August von Polen |       |       |
| 24. Juli | Johann Hochmann       | deutscher Jurist, Professor in Tübingen, brandenburgischer Rat und Rektor                          |       |       |
| 25. Juli | Santi di Tito         | italienischer Maler und Architekt                                                                  | 66    |       |
| 30. Juli | Conrad von Pappenheim | kaiserlicher Oberst                                                                                | 69    |       |
| Juli     | Sophonias Paminger    | deutscher Lehrer und Komponist                                                                     | 77    |       |

## August
| Tag        | Name              | Beruf, bekannt als                                          | Alter | Beleg |
| ---------- | ----------------- | ----------------------------------------------------------- | ----- | ----- |
| 15. August | Guillaume Bucanus | französisch-schweizerischer Geistlicher und Hochschullehrer |       |       |
| 16. August | Silvio Antoniano  | italienischer Kardinal, Musiker und Kirchenjurist           | 62    |       |
| 18. August | Andreas Ryff      | Schweizer Geschäftsmann der Frühen Neuzeit                  | 53    |       |
| 27. August | Petrus Wesenbeck  | flämischer Jurist                                           | 57    |       |

## September
| Tag           | Name                           | Beruf, bekannt als                                              | Alter | Beleg |
| ------------- | ------------------------------ | --------------------------------------------------------------- | ----- | ----- |
| 1. September  | Barnim X.                      | Herzog von Pommern                                              | 54    |       |
| 1. September  | Bonviso Bonvisi                | italienischer Erzbischof und Kardinal                           | 52    |       |
| 8. September  | Johannes Herold                | deutscher Komponist                                             |       |       |
| 9. September  | George Carey, 2. Baron Hunsdon | englischer Adeliger und Förderer des Theaters                   |       |       |
| 9. September  | Ambrosio Cotes                 | spanischer Kapellmeister und Komponist                          |       |       |
| 14. September | David Lobech                   | deutscher Theologe                                              |       |       |
| 20. September | Andreas von Oberstein          | adeliger Domherr und bedeutender Reformer im Fürstbistum Speyer |       |       |
| 24. September | Georg Horn                     | evangelischer Pfarrer und Historiker                            | 60    |       |
| 25. September | Stefano Felis                  | italienischer Komponist                                         |       |       |
| 29. September | Francesco Buonamici            | italienischer Philosoph                                         |       |       |

## Oktober
| Tag                  | Name                   | Beruf, bekannt als                                           | Alter | Beleg |
| -------------------- | ---------------------- | ------------------------------------------------------------ | ----- | ----- |
| 3. Oktober           | Olivier van den Tempel | Feldherr                                                     |       |       |
| 6. Oktober           | Jakob Monau            | deutscher Universalgelehrter (Jurist, Philologe und Dichter) | 57    |       |
| 6. Oktober           | Abraham Bock           | kursächsischer Hofbeamter und Rittergutsbesitzer             |       |       |
| 15. Oktober          | Anton Drewelwecz       | deutscher Metallblasinstrumentenmacher                       |       |       |
| 26. Oktober          | Irina Godunowa         | russische Zarin und Gemahlin des Zaren Fjodor I.             |       |       |
| 26. Oktober          | Otto II.               | Herzog von Braunschweig-Harburg (1549–1603)                  | 75    |       |
| begraben 23. Oktober | Johannes Wanning       | Kapellmeister und Komponist in Danzig                        |       |       |

## November
| Tag          | Name                        | Beruf, bekannt als                                               | Alter | Beleg |
| ------------ | --------------------------- | ---------------------------------------------------------------- | ----- | ----- |
| 12. November | Johann VII.                 | deutscher Adliger, Graf von Oldenburg und Delmenhorst            | 63    |       |
| 16. November | Pierre Charron              | französischer Philosoph und Theologe, Vertreter des Skeptizismus |       |       |
| 20. November | Krzysztof Mikołaj Radziwiłł | polnisch-litauischer Offizier und Beamter                        |       |       |
| 22. November | Caspar Ratzenberger         | Stadtarzt in Naumburg (Saale) und Botaniker                      |       |       |
| 26. November | Orfeo Vecchi                | italienischer Komponist                                          |       |       |

## Dezember
| Tag          | Name                    | Beruf, bekannt als                                                    | Alter | Beleg |
| ------------ | ----------------------- | --------------------------------------------------------------------- | ----- | ----- |
| 4. Dezember  | Marten de Vos           | Maler                                                                 |       |       |
| 8. Dezember  | Girolamo Mattei         | italienischer Geistlicher und Kardinal                                |       |       |
| 8. Dezember  | Hans Wolf von Schönberg | kursächsischer Politiker                                              | 64    |       |
| 10. Dezember | William Gilbert         | englischer Arzt und Naturforscher                                     | 59    |       |
| 22. Dezember | Mehmed III.             | Sultan des Osmanischen Reiches (1595–1603)                            | 37    |       |
| 27. Dezember | Thomas Cartwright       | englischer Theologe und Vertreter des presbyterianischen Puritanismus |       |       |

## Datum unbekannt
| Tag | Name                                               | Beruf, bekannt als                                                              | Alter | Beleg |
| --- | -------------------------------------------------- | ------------------------------------------------------------------------------- | ----- | ----- |
|     | Solomon Abenaes                                    | marranischer Geschäftsmann und Diplomat                                         |       |       |
|     | Ahmad al-Mansur                                    | fünfter Sultan der Saadier in Marokko                                           |       |       |
|     | Giulio Cesare Barbetta                             | italienischer Lautenist und Komponist der Hochrenaissance                       |       |       |
|     | Merga Bien                                         | deutsche Frau, als Hexe hingerichtet                                            |       |       |
|     | Giovanni Costeo                                    | italienischer Mediziner, Botaniker und Chemiker                                 |       |       |
|     | Baldissera Donato                                  | italienischer Sänger, Kapellmeister und Komponist                               |       |       |
|     | Antonius Eisenhoit                                 | deutscher Künstler, Goldschmied, Kupferstecher und Zeichner                     |       |       |
|     | Johannes de Fossa                                  | franko-flämischer Komponist, Sänger und Kapellmeister                           |       |       |
|     | Christine von Halle                                | deutsche Adlige und Geschäftsfrau                                               |       |       |
|     | Hieronymus der Jüngere Hrobschitzky von Hrobschitz | tschechischer Adliger                                                           |       |       |
|     | Theodor Hutten                                     | Bürgermeister von Düren                                                         |       |       |
|     | Giovan Pietro Maffei                               | italienischer Historiker und Jesuit                                             |       |       |
|     | Hans George von Osterhausen                        | kursächsischer Amtshauptmann                                                    |       |       |
|     | Guillaume Pot de Rhodes                            | Beamter des französischen Hofes und erster Großzeremonienmeister von Frankreich |       |       |
|     | Hans Pötzlinger                                    | Renaissance-Bildhauer                                                           |       |       |
|     | Ostilio Ricci                                      | italienischer Mathematiker der Frühen Neuzeit                                   |       |       |
|     | Vincenz de Verda                                   | schweizerisch-österreichischer Architekt, Steinmetz und Baumeister              |       |       |
|     | François Viète                                     | französischer Advokat und Mathematiker                                          |       |       |
|     | Wangchug Dorje                                     | tibetischer neunter Lama in der Inkarnationsreihe der Karmapas                  |       |       |
|     | Sebald de Weert                                    | niederländischer Seefahrer                                                      |       |       |
|     | Joos van Winghe                                    | niederländischer Maler                                                          |       |       |